# Біллі Елліот (мюзикл)
«Біллі Елліот: Мюзикл» — мюзикл про дорослішання, заснований на однойменному фільмі 2000 року. Музику написав Елтон Джон, а сценарій за книгою Лі Голом. Сюжет розгортається навколо Біллі, британського хлопчика, який ріс без матері, що починає брати уроки балету.

## Виробництво

### Оригінальне лондонське виробництво

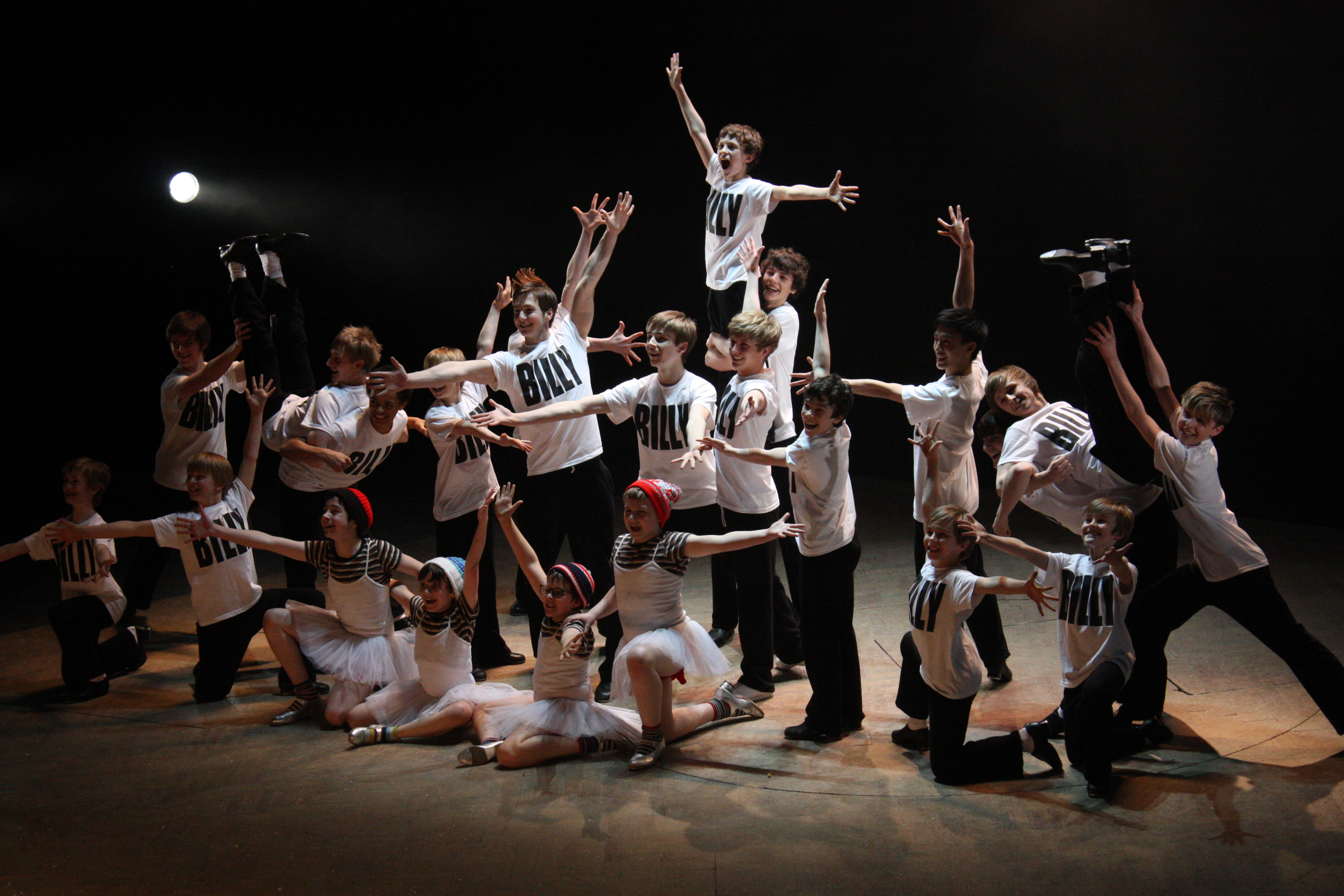
П'ять років виступу West End Billys на шоу 5th Birthday Show 31 березня 2010 р.

Прем'єра мюзиклу була запланована в театрі Тайн в Ньюкасл-апон-Тайн, Англія, але від цього відмовилися через фінансові проблеми оператора театру Тайн і зростаючий бюджет постановки.
Прем'єра мюзиклу відбулася у Вест-Енді в Victoria Palace Theatre, прем'єра відбулася 31 березня 2005 року, а потім ще 11 травня 2005 року. Він закрився 9 квітня 2016 року, коли театр закрився на реконструкцію після 4600 вистав.

#### Молодіжний театр Біллі
Молодіжний театр Біллі був загальнонаціональною схемою, в рамках якої школи-учасники та молодіжні групи отримали можливість поставити власний мюзикл. Письменник Біллі Елліота Лі Голл разом із Мартіном Кохом адаптували свій оригінальний сценарій та оркестровку, щоб створити скорочену версію шоу виключно для груп, які проводять місцеві постановки в рамках Молодіжного театру Біллі.

## Актори театру
Основний оригінальний акторський склад гастрольних постановок у Вест-Енді, Бродвеї, Австралії та Великій Британії:
| Персонаж         | Оригінальний лондонський акторський склад    | Оригінальний бродвейський акторський склад | Оригінальний австралійський акторський склад                   | Оригінальний акторський склад туру по Великій Британії | Прямий акторський склад Біллі Елліота |
| ---------------- | -------------------------------------------- | ------------------------------------------ | -------------------------------------------------------------- | ------------------------------------------------------ | ------------------------------------- |
| Біллі Еліот      | Ліам Мавер Джеймс Ломас Джордж Магуайр       | Кирило Куліш Давид Альварес Трент Ковалік  | Рис Косаковський Лохлан Денхолм Рарміан Ньютон Нік Твіні       | Адам Аббу Метью Лайонс Гайдн Мей Льюїс Смолмен         | Елліот Ханна                          |
| Пані Вілкінсон   | Гайдн Гвінн                                  | Гайдн Гвінн                                | Женев'єв Лимон                                                 | Аннет Маклафлін                                        | Руті Хеншалл                          |
| Тато             | Тім Хілі                                     | Григорій Джбара                            | Річард Пайпер                                                  | Мартін Уолш                                            | Дека Уолмслі                          |
| Тоні             | Джо Кефрі                                    | Сантіно Фонтана                            | Джастін Сміт                                                   | Скотт Гарнем                                           | Кріс Гремсон                          |
| Бабуся           | Енн Емері                                    | Керол Шеллі                                | Лола Ніксон                                                    | Андреа Міллер                                          | Енн Емері                             |
| Містер Брейтуейт | Стів Еліас                                   | Томмі Реттер                               | Джон Ксінтавелоніс                                             | Деніел Пейдж                                           | Девід Маскат                          |
| Джордж           | Тревор Фокс                                  | Джоел Хетч                                 | Лінальний хафт                                                 | Лео Аткін                                              | Говард Кросслі                        |
| Мама             | Стефані Путсон                               | Лія Хокінг                                 | Саманта Морлі                                                  | Ніккі Джеррард                                         | Клаудія Бредлі                        |
| Старший Біллі    | Іссак Джеймс                                 | Стівен Ханна                               | Джошуа Хорнер                                                  | Люк Чинкве-Уайт                                        | Ліам Мавер                            |
| Майкл            | Райан Лонгботтом Ешлі Люк Ллойд Бред Кавана  | Девід Болонья Френк Дольче                 | Томас Доерті Ланден Хейл-Браун Скотт Евілі Джоел Слейтер       | Генрі Фармер Елліот Стіфф Семюел Торпі Тейлор Грем     | Зак Аткінсон                          |
| Деббі            | Люсі Стівенсон Емма Хадсон Брук Гавана Бейлі | Ерін Вайленд                               | Шеннон Джоліфф Фіона Букер Келсі Бойден Тейлор-Роуз Кампанелла | Лілі Кадваллендер Еві Мартін Італія Росс               | Демі Лі                               |